# Malte au Concours Eurovision de la chanson junior
Malte participe au Concours Eurovision de la chanson junior depuis 2003. Le pays s'est retiré en 2011 et 2012.

## Résultats
Le pays a remporté le concours à deux reprises ; en 2013 avec la chanson The Start, interprétée par Gaia Cauchi ; et en 2015 avec la chanson Not My Soul, interprétée par Destiny Chukunyere. Il a également terminé trois fois à la dernière place: en 2005 avec Thea & Friends, en 2019 avec Eliana Gomez Blanco et en 2022 avec Gaia Gambuzza.

## Pays hôte
la Malte organise le concours deux fois en 2014 à Marsa, puis en 2016 à La Valette.

## Représentants
| Édition                  | Année | Artiste             | Chanson                       | Langue           | Traduction du titre               | Place | Points |
| ------------------------ | ----- | ------------------- | ----------------------------- | ---------------- | --------------------------------- | ----- | ------ |
| 1re                      | 2003  | Sarah Harrison      | Like A Star                   | Anglais          | Comme une étoile                  | 07    | 56     |
| 2e                       | 2004  | Young Talent Team   | Power Of A Song               | Anglais          | Le pouvoir d'une chanson          | 12    | 14     |
| 3e                       | 2005  | Thea & Friends      | Make It Right                 | Anglais          | Fait le bien                      | 16    | 18     |
| 4e                       | 2006  | Sophie              | Extra Cute                    | Anglais          | Super mignon                      | 11    | 48     |
| 5e                       | 2007  | Cute                | Music                         | Anglais          | Musique                           | 12    | 37     |
| 6e                       | 2008  | Daniel Testa        | Junior Swing                  | Anglais          | Un swing junior                   | 04    | 100    |
| 7e                       | 2009  | Francesca & Mikaela | Double Trouble                | Anglais          | -                                 | 08    | 55     |
| 8e                       | 2010  | Nicole              | Knock! knock! ... Boom! Boom! | Anglais, maltais | Toc, toc ! Boum, boum !           | 13    | 35     |
| Retrait en 2011 et 2012. |       |                     |                               |                  |                                   |       |        |
| 11e                      | 2013  | Gaia Cauchi         | The Start                     | Anglais          | Le début                          | 01    | 130    |
| 12e                      | 2014  | Federica Falzon     | Diamonds                      | Anglais          | Diamants                          | 04    | 116    |
| 13e                      | 2015  | Destiny Chukunyere  | Not My Soul                   | Anglais          | Pas mon âme                       | 01    | 185    |
| 14e                      | 2016  | Christina Magrin    | Parachute                     | Anglais          | -                                 | 06    | 191    |
| 15e                      | 2017  | Gianluca Cilia      | Dawra tond                    | Anglais, maltais | Se retourner                      | 09    | 107    |
| 16e                      | 2018  | Ela                 | Marchin' On                   | Anglais          | Avancer                           | 05    | 181    |
| 17e                      | 2019  | Eliana Gomez Blanco | We are more                   | Anglais, maltais | Nous sommes plus                  | 19    | 29     |
| 18e                      | 2020  | Chanel Monseigneur  | Chasing Sunsets               | Anglais          | Poursuivre des couchers de soleil | 08    | 100    |
| 19e                      | 2021  | Ike et Kaya         | My Home                       | Anglais          | Mon chez-moi                      | 12    | 97     |
| 20e                      | 2022  | Gaia Gambuzza       | Diamonds In the Skies         | Anglais          | Diamants dans les cieux           | 16    | 43     |
| 21e                      | 2023  | Yulan               | Stronger                      | Anglais          | Plus forte                        | 10    | 94     |
| 22e                      | 2024  | Ramires Sciberras   | Stilla Ċkejkna                | Maltais          | Petite étoile                     | 05    | 153    |
| 23e                      | 2025  |                     |                               |                  |                                   |       |        |

- Première place
- Deuxième place
- Troisième place
- Dernière place
- Malte organisateurs

## Galerie

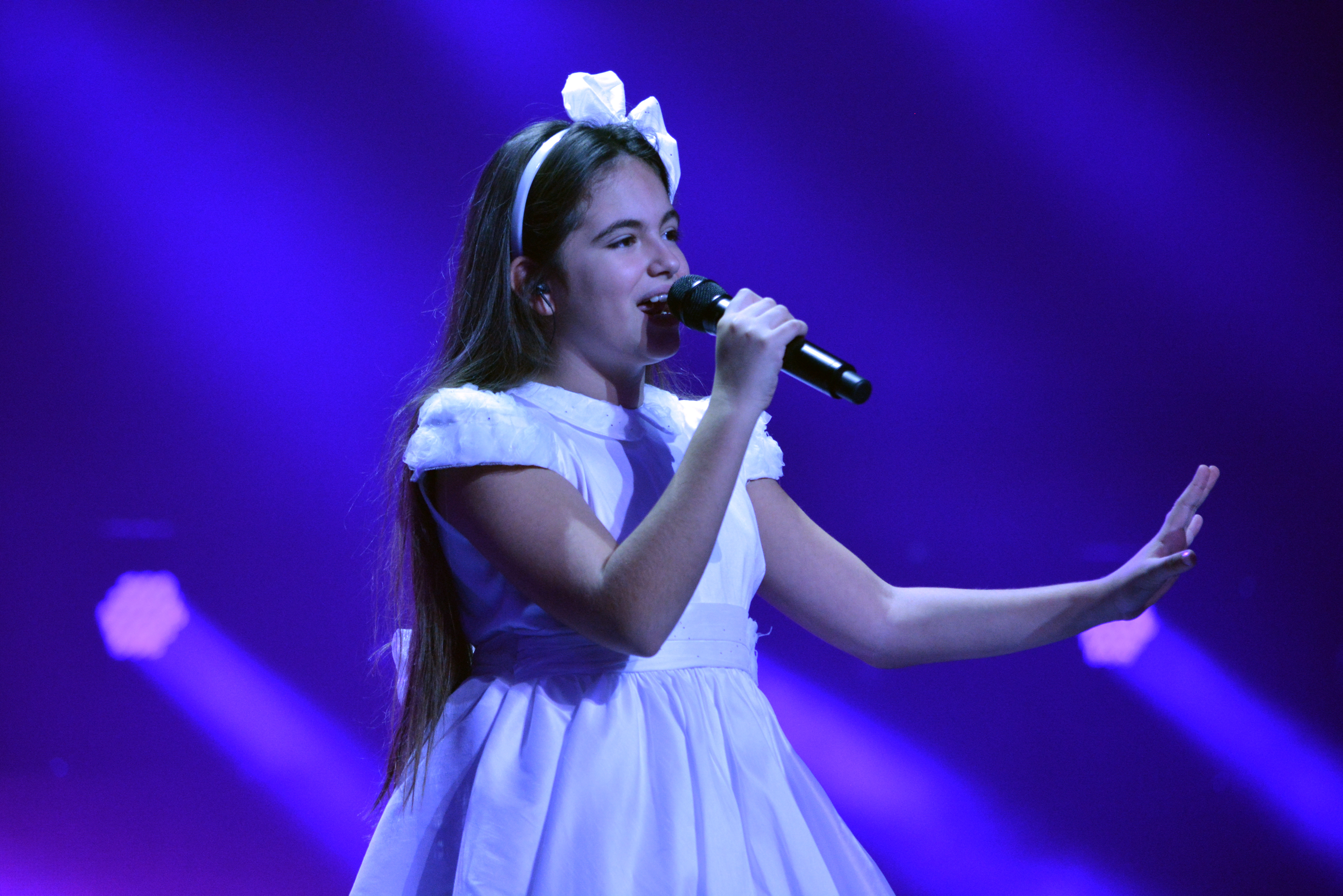
Gaia Cauchi à Kiev (2013).
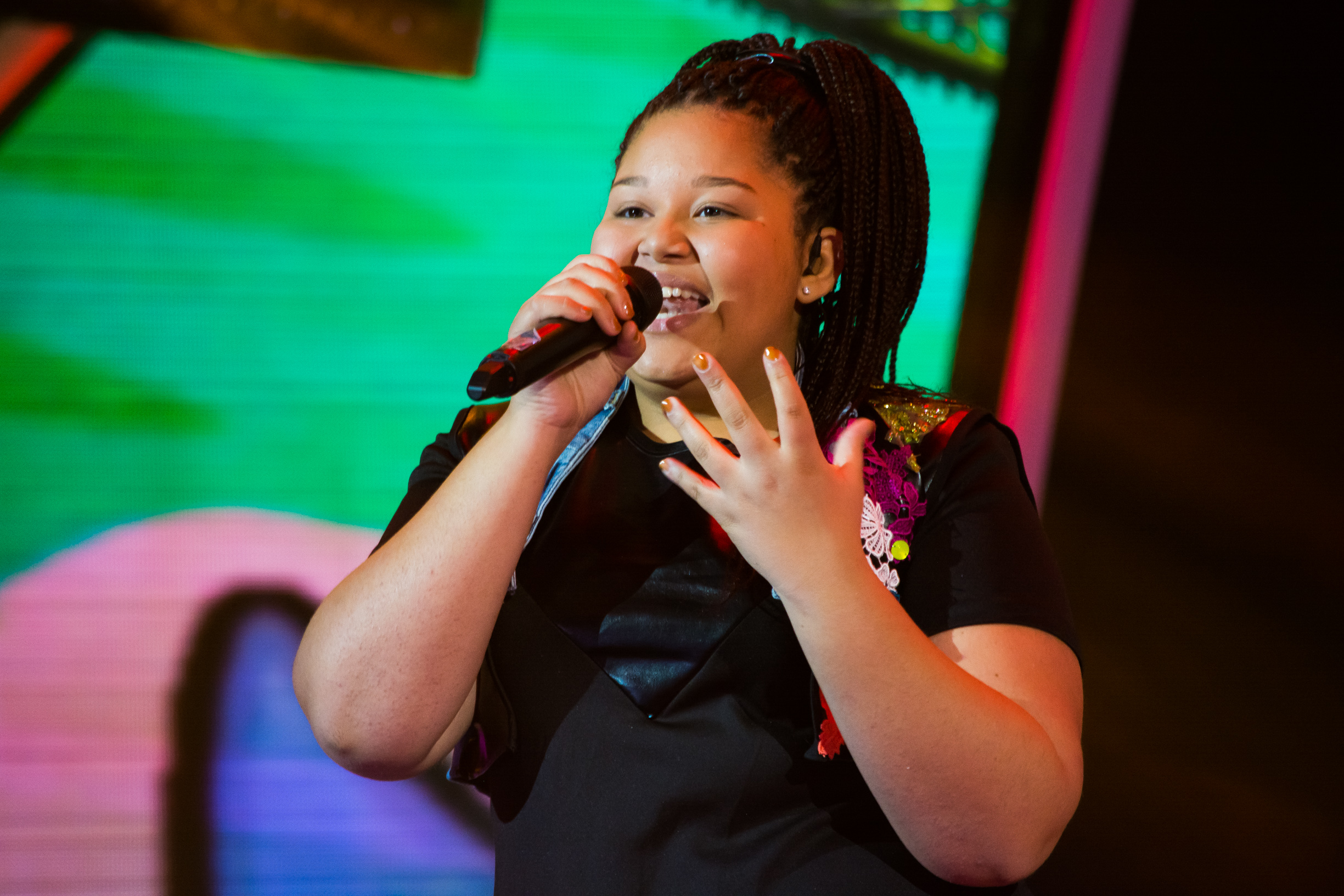
Destiny Chukunyere à Sofia (2015).
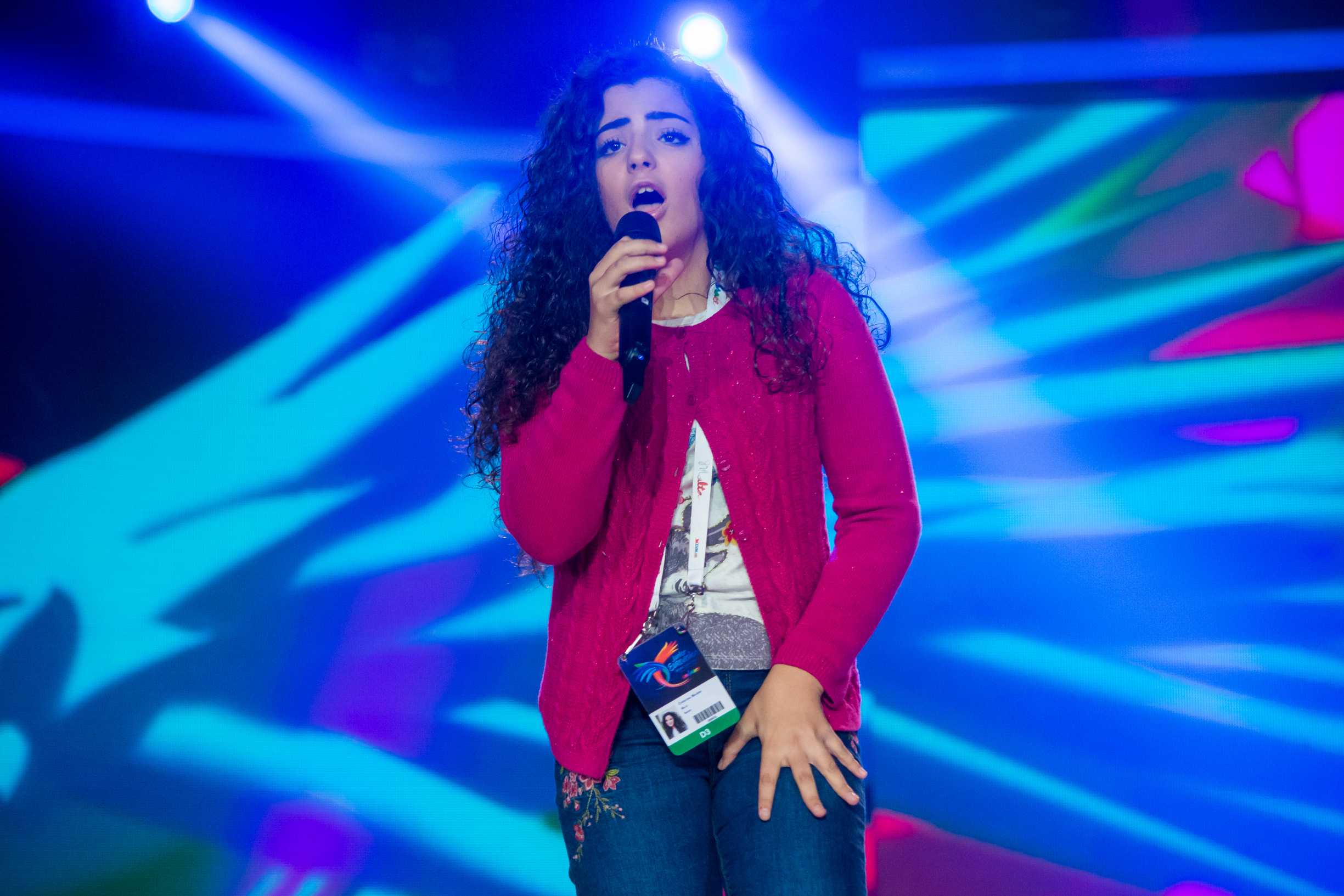
Christina Magrin à La Valette (2016).
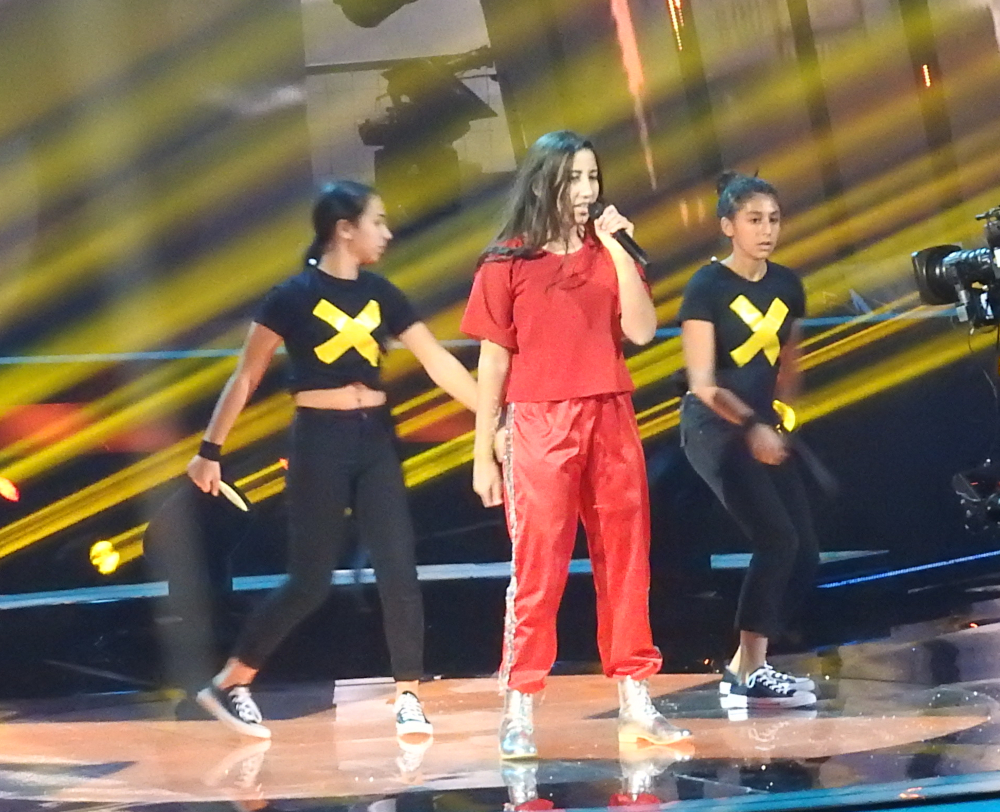
Ela à Minsk (2018).
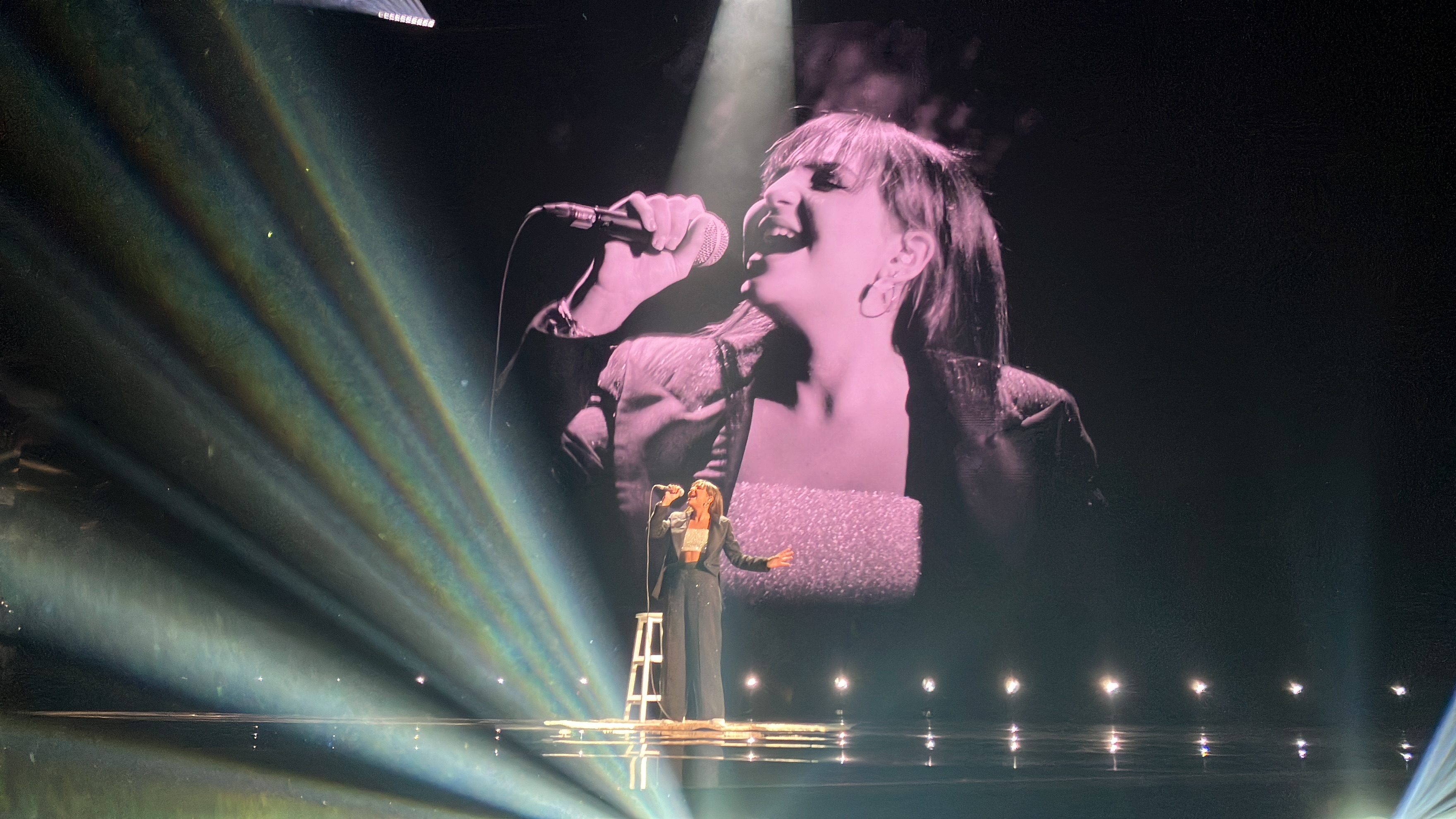
Yulan Law à Nice (2023).

## Historique de vote
| Rang | Pays        | Points |
| ---- | ----------- | ------ |
| 1    | Biélorussie | 49     |
| 2    | Pays-Bas    | 37     |
| 3    | Belgique    | 28     |
| =    | Géorgie     | 28     |
| 4    | Royaume-Uni | 27     |
| 5    | Russie      | 26     |

| Rang | Pays      | Points |
| ---- | --------- | ------ |
| 1    | Pays-Bas  | 37     |
| 2    | Macédoine | 22     |
| 3    | Belgique  | 19     |
| =    | Danemark  | 19     |
| 5    | Roumanie  | 18     |